# 부커 티
로버트 부커 티오 허프먼(Robert Booker Tio Huffman , 1965년 3월 1일 ~ )은 미국의 남자 프로레슬링선수다. 흔히 부커 티(Booker T)로 알려져있다. "Can you dig it sucka?"라는 유행어가 있다. 1985년 프로레슬링 입문했다. 2006년 킹 오브 더 링 우승을 했다. 그는 잠시 킹 부커라는 링네임으로도 활동하였었다. 2011년~2012년 스맥다운 해설자로 활약하였다. 2012년에는 스맥다운의 정식단장이었다. 현재는 로우 해설위원으로 활동중이다. 피니쉬는 북 앤드(닐링 사이드 슬램), 엑스 킥/게토 블레스터(시저스 킥), 휴스턴 행오버(다이빙 섬머설트 레그 드롭), 히트 시커(미사일 드롭킥)로 사용을 한다. "Can you dig it sucka?"는 단장이 되어서도 마지막에 외치는 말이다. 그의 긴 다리로는 슈퍼킥, 미사일 드롭킥, 할렘 사이드 킥, 엑스 킥 등 여러 킥을 구사하는데, 그의 호쾌한 킥력은 타의 추종을 불허한다.

## 일화
부커는 20대 시절 어느 한 패스트푸드 점을 털다 강도범으로 체포되어 교도소에서 9개월 동안 감옥살이를 한 적이 있었다. 또한 길거리 싸움으로는 따라올 자가 없다고 하며, 데이브 바티스타와의 몸싸움에서도 5분여 간의 혈투 끝에 자신이 '바티스타는 내게 두들겨 맞았다'고 표현할 정도로 우위를 점했다고 하지만 당시 둘의 혈투를 지켜본 동료 레슬러들의 의견은 살짝 갈리는 편이다. 그만큼 치열하게 싸웠던 듯하다.

## 수상

### WWE
- WWE 월드 헤비웨이트 챔피언 (구 버전) 1회
- WWE 인터콘티넨탈 챔피언 1회
- WWE 월드 태그팀 챔피언 (구 버전) 3회
- WWE 하드코어 챔피언 2회
- WWE 유나이티드 스테이츠 챔피언 3회
- WWE 킹 오브 더 링 2006 우승
- WWE 역사상 16번째 3관왕
- WWE 역사상 9번째 그랜드 슬램
- 2013년 WWE 명예의 전당 헌액

### WCW
- WCW 월드 헤비웨이트 챔피언 5회
- WCW 유나이티드 스테이츠 챔피언 1회
- WCW 월드 태그팀 챔피언 11회
- WCW 월드 텔레비전 챔피언 6회
- WCW 역사상 8번째이자 마지막 3관왕

### TNA
- TNA 월드 태그팀 챔피언 1회
- TNA 킹 오브 더 마운틴 챔피언 1회

### 그 외 단체들
- GWF 태그팀 챔피언 3회
- LVPW UWF 헤비웨이트 챔피언 1회
- PWA 헤비웨이트 챔피언 1회
- TAP 헤비웨이트 챔피언 1회
- ROW 태그팀 챔피언 1회